# Flossie
Pour les articles homonymes, voir Flossie (homonymie).
Flossie est une opérette en trois actes et quatre tableaux de Marcel Gerbidon, Albert Willemetz et Charles-Louis Pothier, musique de Josef Szulc, créée au théâtre des Bouffes-Parisiens à Paris en 1929.

## Fiche technique
- Titre : Flossie
- Livret : Marcel Gerbidon
- Lyrics : Albert Willemetz et Charles-Louis Pothier
- Musique : Josef Szulc
- Date de première représentation : 9 mai 1929 au théâtre des Bouffes-Parisiens
- Date de dernière représentation : 3 mai 1930
- Nombre de représentations consécutives : 327

## Distribution de la création
- René Koval : le révérend Good Bye
- Louis Blanche : la pasteur Éliacin Curroz
- Jean Gabin : William
- Robert Ancelin : Gédédiah Curroz
- Ernest Georgé : Barnabé
- Jacqueline Francell : Flossie
- Marthe Derminy : Déborah Curroz
- Mireille : Sarah Curroz
- Josylla : Bérénice-Maud
- Gilberte Lauvray : Edwige
- Simone Texier : Hélène
- Lucette Desmoulins : Monique
- Mise en scène : Louis Blanche
- Décors : Raymond Deshays et Arnaud
- Chorégraphie : Léo Staats
- Direction musicale : Émile Bervily

## Représentations notables
Face au succès et en raison de la programmation d'Arsène Lupin banquier dans le même théâtre, la production a été déplacée à l'Eldorado du 29 septembre au 26 octobre 1930 (28 représentations), puis au théâtre de Montrouge (19-25 décembre), au théâtre des Ternes (26 décembre - 1er janvier 1931), au Nouveau-Théâtre (2-8 janvier), au Bataclan (16-22 janvier) et au théâtre Moncey (23-29 janvier). 
Le spectacle a été repris à Bobino du 15 au 21 juillet 1932, au théâtre des Gobelins du 23 au 29 septembre 1932 et aux Bouffes-Parisiens du 28 avril au 1er juin 1936 (35 représentations).